# بوسان ترانسپورتیشن
بوسان ترانسپورتیشن (انگلیسی: Busan Transportation Corporation) شرکت متروی کره‌ای است، که در سال ۲۰۰۶ تأسیس شد.